# Дурново, Николай Дмитриевич (1792)
Николай Дмитриевич Дурново (1792, Санкт-Петербург — 18 сентября 1828, вблизи Варны) — русский военачальник из рода Дурново, генерал-майор (1828).

## Биография
Родился в семье гофмаршала Дмитрия Николаевича Дурново (1769—1834) и Марии Никитичны Демидовой (1776—1847), старший брат Павла Дмитриевича Дурново.
В 1810 году поступил колонновожатым в Свиту Его Императорского Величества по квартирмейстерской части, с апреля 1811 года был адъютантом начальника Главного штаба Петра Волконского. В 1811—1813 годах был членом тайного общества «Рыцарство». С ноября 1811 года до конца жизни вел дневник, который сохранился.
Состоя при  Волконском, был участником Отечественной войне 1812 года и заграничного похода 1813-14 годов.
В 1814 году был произведён в штабс-капитаны и причислен к Гвардейскому генеральному штабу. В 1815 году был назначен флигель-адъютантом.
В 1819 году был произведен в полковники и стал заведующим библиотекой Главного штаба. С 1824 года был управляющим канцелярии начальника Главного штаба Ивана Дибича.
Общался с литераторами Санкт-Петербурга, присутствовал на заседаниях «Беседы любителей русского слова» и часто бывал в гостях у издателя журнала «Отечественные записки» Павла Свиньина.
Во время восстания декабристов 14 декабря 1825 года повсюду сопровождал императора Николая I, по его заданию участвовал в переговорах с восставшими войсками, а в ночь с 14 на 15 декабря арестовал Кондратия Рылеева. 13 июля 1826 года в числе самых доверенных лиц присутствовал при казни руководителей декабристов.
В марте 1828 года был произведён в генерал-майоры. Участвовал в Русско-турецкой войне 1828—1829 годов и был убит в бою при осаде Варны 18 сентября 1828 года.
Был похоронен поблизости от Варны. Ковчег с землей с места упокоения генерал-майора Николая Дмитриевича Дурново, выполненный в виде декоративной шкатулки из ценных пород дерева и позолоченной бронзы с надписью «Незабвенному племяннику и другу от неутешного дяди» (героя войны 1812 года генерала И. Н. Дурново), хранится в Москве в Государственном историческом музее (ГИМ). В 2024 году ковчег экспонировался на выставке ГИМ «Сокровища полковых музеев».
Дневник Н. Д. Дурново под заглавием «Дневник Н[иколая] Дурново о заграничных походах русской армии в 1814 г.» хранится в РГИА

## Награды
- Орден Святого Владимира 4-й степени с бантом
- Орден Святой Анны 2-й степени (30 августа 1825)[2]
- Орден Святого Владимира 3-й степени (6 декабря 1826)[3]